# Championnat du Ghana de football 1980
Navigation
Saison précédente Saison suivante
La saison 1980 du Championnat du Ghana de football est la vingt-deuxième édition de la première division au Ghana, la Premier League. Elle regroupe, sous forme d'une poule unique, les dix-huit meilleures équipes du pays qui se rencontrent deux fois, à domicile et à l'extérieur. En fin de saison, pour permettre le passage du championnat à 12 clubs, les six derniers du classement sont relégués et il n'y a aucun club promu de deuxième division.
C'est le club d'Asante Kotoko qui remporte le championnat cette saison après avoir terminé en tête du classement final, avec sept points d'avance sur Sekondi Hasaacas et seize sur Eleven Wise et Real Tamale United. C'est le neuvième titre de champion du Ghana de l'histoire du club. 

## Les clubs participants
| - Hearts of Oak SC - Asante Kotoko - Great Lions FC - Great Olympics - Real Tamale United - GIHOC Stars - Volta Juantex - Fankobaa Swedru - Promu de D2 - SS-1974 | - Eleven Wise - Prestea Mines Stars - Promu de D2 - Sekondi Hasaacas - Cornerstones Kumasi - Brong Ahafo United - Mysterious Dwarfs - Complex Stars of FCC - Tarkwa Gold Stars - Akotex FC |

## Compétition
Le barème de points servant à établir les classements se décompose ainsi :
- Victoire : 2 points
- Match nul : 1 point
- Défaite : 0 point

### Première phase
| Rang | Équipe               | Pts | J  | G  | N  | P  | Bp | Bc | Diff |
| ---- | -------------------- | --- | -- | -- | -- | -- | -- | -- | ---- |
| 1    | Asante Kotoko        | 57  | 34 | 25 | 7  | 2  | 67 | 14 | +53  |
| 2    | Sekondi Hasaacas     | 50  | 34 | 21 | 8  | 5  | 46 | 19 | +27  |
| 3    | Eleven Wise          | 41  | 32 | 14 | 13 | 5  | 44 | 17 | +27  |
| 4    | Real Tamale United   | 41  | 33 | 17 | 7  | 9  | 46 | 31 | +15  |
| 5    | Hearts of Oak SCT    | 39  | 33 | 12 | 5  | 6  | 51 | 37 | +14  |
| 6    | Brong Ahafo United   | 37  | 33 | 15 | 7  | 11 | 32 | 30 | +2   |
| 7    | Prestea Mines StarsP | 36  | 33 | 14 | 8  | 11 | 34 | 35 | -1   |
| 8    | Great Olympics       | 35  | 34 | 12 | 11 | 11 | 41 | 32 | +9   |
| 9    | Dumas Boys of GTP    | 35  | 34 | 11 | 13 | 10 | 35 | 32 | +3   |
| 10   | Cornerstones Kumasi  | 35  | 34 | 13 | 9  | 12 | 40 | 42 | -2   |
| 11   | GIHOC Stars          | 34  | 33 | 11 | 12 | 10 | 36 | 31 | +5   |
| 12   | Mysterious Dwarfs    | 34  | 34 | 13 | 8  | 13 | 31 | 40 | -9   |
| 13   | Akotex FC            | 33  | 34 | 11 | 11 | 12 | 33 | 31 | +2   |
| 14   | Complex Stars of FCC | 31  | 34 | 13 | 5  | 16 | 33 | 42 | -9   |
| 15   | Fankobaa SwedruP     | 22  | 34 | 6  | 10 | 18 | 25 | 44 | -19  |
| 16   | Tarkwa Gold Stars    | 22  | 34 | 7  | 8  | 19 | 28 | 51 | -23  |
| 17   | Volta Juantex        | 12  | 34 | 2  | 8  | 23 | 12 | 52 | -40  |
| 18   | SS-1974              | 12  | 34 | 4  | 4  | 26 | 28 | 73 | -45  |

|  | Qualification pour la Coupe des clubs champions africains 1981 |
|  | Qualification pour la Coupe des Coupes 1981                    |
|  | Qualification pour la Coupe de l'UFOA 1981                     |
|  | Relégation directe en deuxième division                        |
|  | T : Tenant du titre P : Promu de deuxième division             |

## Bilan de la saison
| Championnat du Ghana de football 1979-1980 |                                  |
| Champion                                   | Asante Kotoko (9e titre)         |
| Coupes et trophées                         |                                  |
| Vainqueur de la Coupe du Ghana 1979-1980   | Non disputée                     |
| Qualifications continentales               |                                  |
| Coupe des clubs champions africains 1981   | Asante Kotoko                    |
| Coupe des Coupes 1981                      | Sekondi Hasaacas                 |
| Coupe de l'UFOA 1981                       | Eleven Wise                      |
| Promotions et relégations                  |                                  |
| Promus en Premier League                   | Aucun (passage de 18 à 12 clubs) |
| Relégués en Second League                  | Akotex FC                        |
| Relégués en Second League                  | Complex Stars of FCC             |
| Relégués en Second League                  | Fankobaa Swedru                  |
| Relégués en Second League                  | Tarkwa Gold Stars                |
| Relégués en Second League                  | Volta Juantex                    |
| Relégués en Second League                  | SS-1974                          |